# 源哲麿
源 哲麿（みなもと てつまろ、1925年11月21日 - 2020年3月30日）は、日本のドイツ文学者、専修大学名誉教授。中学校の社会科教員（勤務校：箕面市立第一中学校など）も務めた。

## 人物・来歴
島根県に生まれる。学徒出陣し、復員後京都帝国大学文学部哲学科を経て、同大学院（旧制）を修了する。
専修大学文学部助教授を経て、経済学部教授に就任し、1996年に定年で退職、名誉教授となる。
この間、私生活では妻が胃癌を発症、その病床生活を綴った『青い水底で眠りたい ガン患者の病床覚書』を（共著として）1990年に刊行している。
2020年3月30日に死去（満94歳没）。

## 著書
- 『文学の確認 評論・エッセイ集』〈笠間選書〉 笠間書院、1977年5月
- 『文学の原論』彩流社、1982年9月
- 「ヨーロッパ文芸思潮 源流篇」『海塔』文学の会、1989年7月
- 『私本文学論集』専修大学出版局、1995年10月

共著
- 『青い水底で眠りたい ガン患者の病床覚書』（源照子との共著）彩流社、1990年8月

### 翻訳
- ライナー・マリア・リルケ『ベンヴェヌータとの愛の手紙』河出書房新社、1973年
- スヴェント・レオポルト『ゲーテの猫 もしくは、詩と真実』リブロポート、1984年6月
- ボジェナ・ニェムツォヴァー『チェコのお婆さん』彩流社、2014年7月

## 論文
- <源哲麿